# Jarmila Loukotková
Jarmila Loukotková (14. dubna 1923 Praha – 29. října 2007 Praha) byla česká prozaička a překladatelka (překládala mj. díla Francoise Villona).

## Biografie
Narodila se v Praze v rodině českého amerikanisty, etnografa a lingvisty Čestmíra Loukotky, a v Praze také vystudovala reálné gymnázium (maturovala roku 1942). Po maturitě krátce studovala na soukromé jazykové škole francouzštinu, ale už od roku 1943 pracovala jako úřednice na pražském magistrátu. Až po válce mohla zahájit studium estetiky a francouzštiny na Filosofické fakultě Univerzity Karlovy, které dokončila v roce 1949.
Přispívala do periodik jako O knihách a autorech, Svoboda, Svobodné slovo, Květy a další. Pro Československý rozhlas napsala hru Fialinka (1948).
Ve svých románech se zabývá především historickými náměty z období antiky, nebrání se ale i námětům ze současnosti. Je též autorkou knih pro mládež.
V roce 1983 byla jmenována zasloužilou umělkyní.

## Dílo
Napsala řadu historických próz zaměřených na antiku a středověk. Na některých jejích prózách (např. Spartakus) je patrná ideologická tendenčnost, o většině však lze říci, že se pokouší o kvalitní historickou beletrii, která neignoruje realitu a historické skutečnosti, ačkoliv s nimi nakládá beletristicky běžným způsobem.

### Nejznámější romány
- Není římského lidu, 1949 – první román ze zamýšlené tetralogie o starověkém Římě. Děj se odehrává v 1. století n. l., za panování císaře Nerona a týká se především osoby básníka Petronia. Ten se účastní spiknutí proti císaři, které je odhaleno a on předchází trestu sebevraždou.
- Spartakus 1: Před námi boj, 1950 – příběh Spartaka, římského gladiátora, který se v letech 73–71 př. n. l. vzbouřil, se sedmdesáti dalšími uprchl z gladiátorské školy a usadil se na Vesuvu, ale přidávali se další až bylo povstalců kolem 70 000; armádu římského impéria mnohokrát porazili, ale o to drtivější byla jejich konečná porážka – 6 000 přeživších vzbouřenců bylo vítězným vojevůdcem Crassem ukřižováno podél silnice Via Appia a ostatek prchajících vyhladil Pompeius.
- Spartakus 2: Smrtí boj nekončí, 1957 – zbytky Spartakovy armády se ukrývají po horách, ale naděje na konečné vítězství se nevzdali; tuto naději udržuje především Spartakův přítel Gavius, který se je marně snaží opět sjednotit; jen několika málo se podaří přeplavit do Ilýrie, aby zde žili svobodně.
- Navzdory básník zpívá, 1957 – zde se autorka inspirovala svými překlady Villonových děl a převyprávěla svoji představu o životních osudech tohoto prvního prokletého básníka, o nichž mnoho známo není.[5]
- Bůh či ďábel, 1957 – román z prostředí Francie v období stoleté války; hlavní hrdina, maršál Jiljí de Retz, z počátku oddaný Johance z Arku, ztrácí iluze o svém poslání a tím smysl života i víru v Boha; stává se tak symbolem rozháranosti období úpadku feudalismu.

### Další díla
- Jasmín, 1940 – povídková kniha s podtitulem Květy z antických zahrad
- Příběhy kaštanu, 1944
- Fialinka, 1948 – divadelní hra
- Půlnoční překvapení, 1959 – operní libreto
- Na život se jen čeká, 1961
- Tajemství Černého lesa, 1965
- Liána smrti, 1968 – dobrodružná novela pro mládež z exotického prostředí Jižní Ameriky
- Pro koho krev, 1968 – historický román o otrocké vzpouře na Sicílii kolem roku 100 př. n. l., odehrávající se na pozadí starověké Sicílie, hlavní postavou je otrok a později vůdce vzbouřenců Athénión
- Vstup do ráje zakázán, 1969 – dívčí román ze současnosti i problematickém vztahu mladé Aleny a její autoritativní matky
- Medúza, 1973 – ze současnosti, hrdinkou je mladá fotografka, která hledá v Praze štěstí
- Dar jitra prvého, 1971 – psychologický román ze současnosti, zachycující ženu, která bilancuje své rozvedené manželství a uvědomuje si, že dalšího manželství není schopná, že se radši zaměří na práci a bude žít sama
- Odměna, 1975 – psychologický kriminální román ze současnosti, autorka sleduje, kde u vraha nastal onen moment, kdy začíná spět ke spáchání svého zločinu
- Pod maskou smích, 1977 – román ze starověkého Říma. Odehrává se v 2. stol. př. n. l. a námětem je autor komedií Publius Terentius Afer, původem ze znepřáteleného Kartága, a jeho životní příběh
- Doma lidé umírají, 1981 – historický román, ze starověkého Říma, z doby jeho morálního i hmotného úpadku a soupeření dvou kandidátů na konzula
- Žít jednou spolu, 1988
- Lhůta prošla, 1992
- Křik neviditelných pávů, 1997